# Postmortem (roman)
Pour les articles homonymes, voir Post mortem.
Postmortem (Postmortem, dans l'édition originale en anglais) est un roman policier et thriller américain de Patricia Cornwell publié en 1990. C'est le premier roman de la série mettant en scène le personnage de Kay Scarpetta.

## Résumé
Quand le médecin légiste Kay Scarpetta arrive sur la scène du crime, elle sait déjà que cette enquête sera difficile. La victime, une jeune femme, a été violée, puis étranglée grâce à un système astucieux de câbles. Les mortes se succèdent, et impossible de détecter de l'ADN sur le sperme recueilli sur les victimes. Un seul indice fiable : l'assassin est atteint de leucinose (communément appelée maladie du sirop d'érable).

## Récompenses
- Prix du roman d'aventures (1992)
- Prix Macavity (1991)
- Prix Anthony (1991)
- John Creasey Award (en) (1990)

## Éditions
Édition originale américaine
- (en) Patricia Cornwell (trad. de l'anglais), Postmortem, New York, Scribner, 9 janvier 1990, 293 p. (ISBN 2-7024-2255-1, LCCN 89010177)Le nom d'auteur employé est « Patricia Daniels Cornwell ».

Éditions françaises
- Patricia Cornwell (auteur) et Gilles Berton (traducteur), Postmortem [« Postmortem »], Paris, Librairie des Champs-Élysées, coll. « Le Masque » (no 2092), 2 juin 1992, 311 p. (ISBN 978-2-7024-2255-7, BNF 35531388)
- Patricia Cornwell (auteur) et Gilles Berton (traducteur), Postmortem [« Postmortem »], Paris, Librairie générale française, coll. « Le Livre de poche » (no 7632), 1995, 286 p. (ISBN 978-2-253-07632-2, BNF 35813353)
- Patricia Cornwell (auteur) et Gilles Berton (traducteur), Postmortem [« Postmortem »], Paris, Éditions du Masque, 3 février 1999, 312 p. (ISBN 978-2-7024-2749-1)Réédition en grand format de la traduction de 1992. Pas de notice dans le catalogue général de la Bibliothèque nationale de France.
- Patricia Cornwell (auteur) et Andrea H. Japp (traductrice), Postmortem [« Postmortem »], Paris, Éditions des 2 Terres, 1er avril 2005, 490 p. (ISBN 978-2-84893-011-4, BNF 39257265)Nouvelle traduction, en format semi-poche (selon la formule employée par les Éditions des 2 Terres).
- Patricia Cornwell (auteur) et Andrea H. Japp (traductrice), Postmortem [« Postmortem »], Paris, Librairie générale française, coll. « Le Livre de poche » (no 37110), 19 octobre 2005, 473 p. (ISBN 978-2-253-11412-3, BNF 40052155)Réédition au format de poche de la nouvelle traduction.
- Patricia Cornwell (auteur) et Andrea H. Japp (traductrice) (trad. de l'anglais), Postmortem : roman [« Postmortem »], Paris, Éditions des 2 Terres, 22 octobre 2011, 416 p. (ISBN 978-2-84893-093-0, BNF 42443017)Réédition de la nouvelle traduction en format semi-poche.